# Kōhei Uchima
Kōhei Uchima (8 de noviembre de 1988) es un ciclista japonés.

## Palmarés
2010
- 1 etapa del Tour de Tailandia

2014
- 2 etapas del Tour de Singkarak

2015
- 1 etapa del Tour de Tailandia
- 3º en el Campeonato Asiático en Ruta